# ドミニコ会
ドミニコ会（ドミニコかい）は、1206年に聖ドミニコ（ドミニクス・デ・グスマン）により立てられ、1216年にローマ教皇ホノリウス3世によって認可されたカトリックの修道会。正式名称は「説教者兄弟会」(Ordo fratrum Praedicatorum) で、略号は「OP」である。
彼らが羽織る黒い外套にちなんで「黒衣の修道会（Blackfriars）」とも呼ばれる。

## ドミニコ会の誕生と発展
1206年、ドミニコの説教に共感した人々が集まり結成された。別名、説教者兄弟会。正式に認可されたのは1216年であり、この年が正式な結成日となっている。
ドミニコ会は同時期に成立したフランシスコ会同様、清貧を特に重んじたため併せて「托鉢修道会」と呼ばれることがある。また神学の研究に励み、学者を多く輩出したドミニコ会は異端審問の審問官に任命されることが多かったため、「ドミニコ会士 (Dominicanis)」をもじって「主の犬 (Domini canis)」とも呼ばれた。この呼び名は反対者にとっては畏怖と揶揄であり、ドミニコ会員たちにとっては誇りであった。
ドミニコ会における神学研究の伝統はアルベルトゥス・マグヌスとその弟子トマス・アクィナスを生み出すことで頂点に達した。他にもマイスター・エックハルトやシエナのカタリナ（女子信徒会）、バルトロメ・デ・ラス・カサスなど多くの有名会員を輩出している。
19世紀の後半には反教会的な風潮に押されてドミニコ会は著しく衰退していたが、フランスから刷新運動が起こり、ヨーロッパとカナダへ波及した。またスペインの植民地だったフィリピンも中世以来ドミニコ会の重要な活動拠点となっており、現在にいたっている。

## 日本での活動
初めて日本を訪れたドミニコ会士は1592年にフィリピンから到来したフアン・コボ (Juan Cobo) であった。彼はフィリピン総督の使節として来日し、豊臣秀吉に謁見した。フィリピン総督の書状を渡したコボは秀吉からの書簡を受け取って帰路についたが、台湾沖で遭難した。
1600年、教皇クレメンス8世はそれまでイエズス会のみに認可されていた日本での宣教活動を正式にすべての修道会に認めた。これを受けたマニラのドミニコ会員5名（フランシスコ・デ・モラレス (Francisco de Morales)、トマス・エルナンデス (Tomás Hernández)、アロンソ・デ・メナ (Alonso de Mena)、トマス・デ・スマラガ (Tomás de Zumárraga)、フアン・デ・ラ・アバディア (Juan de la Abadía) 修道士）がスペイン船に乗って日本へ渡り、1602年、薩摩の甑島で最初の宣教活動を行った。彼らは薩摩本国へも渡り、甑島と川内の京泊で宣教した。1606年には京泊に「ロザリオの聖母聖堂」を建立したが、1609年にはいると迫害が起こり、宣教師は薩摩から追放された。
1612年に江戸幕府によってキリスト教禁制が公布されると、宣教師の活動は困難になったが、捕縛の危険を顧みずに各地で潜伏しながら信徒たちの世話を続けた。ドミニコ会員たちも各地で活動したが、捕縛され、殉教するものが相次いだ。キリシタン時代に最後に日本に到来したドミニコ会員は1636年に来日したミゲル・デ・アオサラサ (Miguel de Aozaraza) ら3名であったが、彼らは翌年殉教している。ドミニコ会最初の邦人司祭は1619年にマニラで叙階されたヴィセンテ塩塚（1637年に殉教）であった。こうしてドミニコ会員たちは日本から姿を消したが、彼らが日本で組織したロザリオの信心会（組）の信仰は隠れキリシタンの間に受け継がれることになる。
明治以降、ドミニコ会員は再び来日することになる。現在は（日本管区というものはなく）東日本を担当するカナダ管区と西日本を受け持つロザリオ管区で地域を分担して司牧している。

## 著名なドミニコ会士
- オパヴァのマルティン - 13世紀の年代記作家。
- アルベルトゥス・マグヌス（聖アルベルトゥス） - 13世紀の神学者、教会博士
- トマス・アクィナス - 13世紀の神学者・哲学者、教会博士、聖人。主著に『神学大全』。
- インノケンティウス5世 - 13世紀に在位した、ドミニコ会員初のローマ教皇。
- マイスター・エックハルト - 13-14世紀ドイツの神学者、神秘主義者。
- ベネディクトゥス11世 - 14世紀に在位したローマ教皇。
- シエナのカタリナ - 14世紀の在俗修道女（女子信徒会）。イタリアの守護聖人。
- フラ・アンジェリコ - 15世紀前半の画家。
- ヴィテルボのアンニウス - 15世紀イタリアの修道士。偽書制作者として知られる。
- ハインリヒ・クラーメル - 15世紀ドイツの宗教裁判官。主著『魔女に与える鉄槌』。
- トマス・デ・トルケマダ - 15世紀スペインの異端審問所長官。在職18年間に約8000人を焚刑に処した。
- ジロラモ・サヴォナローラ - 15世紀末のフィレンツェで神権政治を行った。
- ジョルダーノ・ブルーノ - 16世紀の哲学者。地動説を擁護し火刑に処せられた。
- ピウス5世 - 16世紀に在位したローマ教皇。カトリック改革を推進。聖人。
- トマソ・カンパネッラ - 16-17世紀イタリアの哲学者。
- バルトロメ・デ・ラス・カサス - 15-16世紀スペインの司祭。主著『インディアスの破壊についての簡潔な報告』。
- ルイス・デ・グラナダ - 16世紀にスペイン、ポルトガル両国で活躍した神学者。主著『罪人のための手引き』。
- リマのローザ - 16-17世紀ペルーの修道女。ラテン・アメリカ初の聖人。
- マルティン・デ・ポレス - 16-17世紀ペルーの修道士。聖人。
- トマス西と15殉教者 - 17世紀初頭に殉教した日本のドミニコ会司祭、修道者と信徒。長崎十六聖人とも。
- ディエゴ・コリャード - 17世紀初頭に日本に潜入した宣教師。主著『日本文典』。
- ベネディクトゥス13世 - 18世紀に在位したローマ教皇。
- イヴ・コンガール - 20世紀フランスの神学者。第2バチカン公会議で主導的役割を果たす。
- グスタボ・グティエレス - 20世紀ペルー生まれの神学者。解放の神学の提唱者の1人。
- 宮本久雄 - 20世紀生まれの神学者。日本人初の名誉称号 (Sacrae Theologiae Magister) を授与された。